# Aubach (Tauscherbach)
Der Aubach ist ein Bach im nördlichen Burgenland und oberer Fließabschnitt der Ikva. Er entspringt im Ödenburger Gebirge innerhalb des Rohrbacher Waldes nahe Rohrbach bei Mattersburg. Der Bach wechselt bis zum Erreichen der Stadt Sopron (dt. Ödenburg) mehrmals seine Bezeichnung. So wird er in der Gegend um Schattendorf als Tauscherbach bzw. Zeiselbach bezeichnet. Zwischen Schattendorf und Ágfalva passiert er südlich des Grenzübergangs Klingenbach/Sopron die österreichisch/ungarische Grenze, wo er nun im Deutschen als Spitalbach und auf Ungarisch Ikva bezeichnet wird. Die ungarische Bezeichnung ist vermutlich eine Abwandlung des althochdeutschen Eichaha mit der Bedeutung Eichenbach. 
Neben der Leitha, Wulka, dem Stoober Bach, der Rabnitz, dem Zöbernbach, der Güns, sowie der Pinka, der Strem, der Lafnitz und dem Fluss Raab entwässert er das Burgenland nach Osten, bis dieses Wasser in die Donau einfließt.